# Liste der Naturdenkmale in Burgen (bei Bernkastel-Kues)
Die Liste der Naturdenkmale in Burgen nennt die im Gemeindegebiet von Burgen ausgewiesenen Naturdenkmale (Stand 11. März 2024).

## Naturdenkmale
| Nr.         | Bezeichnung           | Lage                                                 | Beschreibung      | Bild                                    |
| ----------- | --------------------- | ---------------------------------------------------- | ----------------- | --------------------------------------- |
| ND-7231-391 | Eiche                 | südlich des Ortes; Abteilung Rothenberg Lage         | Quercus sp.       | Direkt Bild zu diesem Denkmal hochladen |
| ND-7231-392 | Felsen am Hirschborn  | südlich des Ortes; Abteilung Birkenfelders Lage      | Felsenformation   | Direkt Bild zu diesem Denkmal hochladen |
| ND-7231-393 | Dusemonder Heldfelsen | südlich des Ortes; Abteilung Unter Schleifenhub Lage | auch Hirschfelsen | Direkt Bild zu diesem Denkmal hochladen |

## Ehemalige Naturdenkmale
| Nr. | Bezeichnung  | Lage                                | Beschreibung                             | Bild                                    |
| --- | ------------ | ----------------------------------- | ---------------------------------------- | --------------------------------------- |
|     | Schöne Eiche | südlich des Ortes bei der Jagdhütte | Quercus sp.; Rechtsverordnung aufgehoben | Direkt Bild zu diesem Denkmal hochladen |